# Генетичен код
Генетичен код в живите клетки е кодът (съвкупността от правила, по които става подреждането им) на нуклеотидите (ген и мРНК) във веригата на ДНК. Процесът на пренос и подреждане се осъществява от рибозоми, които съединяват аминокиселините във вериги според инструкцията, записана в мРНК. Самите аминокиселини се доставят към рибозомата от молекулите на тРНК.
Правилата на генетичния код определят на коя аминокиселина съответства триплетът (три поредни нуклеотида или кодон) в мРНК. С редки изключения, на всеки триплет съответства само една аминокиселина. Обратно, конкретна аминокиселина може да се кодира от повече от един триплет. Съществуват триплети, означаващи началото и края на протеина. Вариантът на генетичния код, който използват огромното болшинство живи организми, се нарича стандартен или каноничен генетичен код. Известни са някои организми, които използват малки вариации на стандартния код, но съществуването на стандартен код свидетелства за наличието на последен универсален общ предшественик.

## Изразяване нагенома
Генетичната информация, носена от организма – неговият геном – е записана в една или няколко ДНК молекули. Всяка една функционална част на ДНК молекулата се обозначава като ген. Всеки ген се транскрибира (преписва) върху кратък шаблон на подобната полимерна молекула РНК, който е по-добре пригоден да синтезира белтъци. Той от своя страна се транслира (превежда) с помощта на механизъм, състоящ се от рибозоми и множество транспортни РНК и свързаните с тях ензими, до верига от аминокиселини (полипептид), която впоследствие се нагъва до белтък.
Генната последователност, записана в ДНК и РНК, се състои от тринуклеотидни единици, наречени кодони, всеки от които кодира една аминокиселина. Съществуват общо 43=64 възможни кодона. Три от тях са задържащи кодони, а останалите 61 кодират общо 20 протеинови аминокиселини.
Всеки отделен нуклеотид се състои от фосфат, захарида дезоксирибоза и една от четирите азотни бази, групирани в две категории – пуринови и пиримидинови. Пуриновите бази аденин (А) и гуанин (Г) са по-големи и се състоят от два ароматни пръстена. Пиримидиновите бази цитозин (Ц) и тимин (Т) са по-малки и се състоят само от един ароматен пръстен. В РНК тиминът е заменен с урацил (У), a дезоксирибозата – с рибоза.
Съществуват общо 4³=64 различни кодонни комбинации. Например РНК веригата УУУАААЦЦЦ съдържа кодоните УУУ, ААА и ЦЦЦ, всеки от които задава една аминокиселина. В такъв случай, тази РНК верига съответства на белтъчна последователност с дължина три аминокиселини. (ДНК също е последователност от нуклеотиди, но при нея урацилът е заменен от тимин.)
Стандартният генетичен код е показан в следващите таблици. Таблица 1 показва коя от аминокиселините се определя от всеки от 64-те кодона. Таблица 2 показва кодоните, съответстващи на всяка от 20-те аминокиселини, участващи в транслацията. Те се наричат права и обратна таблица на кодоните съответно. Например, кодонът ААУ отговаря на аминокиселината аспарагин, а аминокиселината цистеин отговаря на кодоните УГУ и УГЦ.

## Таблица 1: РНК кодони
|           |   | 2-ра база                                                                                          |                                                                             | |                                                                             |
| У         | Ц | А                                                                                                  | Г                                                                           | |                                                                             |
| 1-ва база | У | УУУ (Phe/F)Фенилаланин УУЦ (Phe/F)Фенилаланин УУА (Leu/L)Левцин УУГ (Leu/L)Левцин, Старт           | УЦУ (Ser/S)Серин УЦЦ (Ser/S)Серин УЦА (Ser/S)Серин УЦГ (Ser/S)Серин         | УАУ (Tyr/Y)Тирозин УАЦ (Tyr/Y)Тирозин УАА Ochre (Стоп) УАГ Amber (Стоп)                                                         | УГУ (Cys/C)Цистин УГЦ (Cys/C)Цистин УГА Opal (Стоп) УГГ (Trp/W)Триптофан    |
| 1-ва база | Ц | ЦУУ (Leu/L)Левцин ЦУЦ (Leu/L)Левцин ЦУА (Leu/L)Левцин ЦУГ (Leu/L)Левцин, Старт                     | ЦЦУ (Pro/P)Пролин ЦЦЦ (Pro/P)Пролин ЦЦА (Pro/P)Пролин ЦЦГ (Pro/P)Пролин     | ЦАУ (His/H)Хистидин ЦАЦ (His/H)Хистидин ЦАА (Gln/Q)Глутамин ЦАГ (Gln/Q)Глутамин                                                 | ЦГУ (Arg/R)Аргинин ЦГЦ (Arg/R)Аргинин ЦГА (Arg/R)Аргинин ЦГГ (Arg/R)Аргинин |
| 1-ва база | A | АУУ (Ile/I)Изолевцин, Старт2 АУЦ (Ile/I)Изолевцин АУА (Ile/I)Изолевцин АУГ (Met/M)Метионин, Старт1 | АЦУ (Thr/T)Треонин АЦЦ (Thr/T)Треонин АЦА (Thr/T)Треонин АЦГ (Thr/T)Треонин | ААУ (Asn/N)Аспаргин ААЦ (Asn/N)Аспаргин ААА (Lys/K)Лизин ААГ (Lys/K)Лизин                                                       | АГУ (Ser/S)Серин АГЦ (Ser/S)Серин АГА (Arg/R)Аргинин АГГ (Arg/R)Аргинин     |
| 1-ва база | Г | ГУУ (Val/V)Валин ГУЦ (Val/V)Валин ГУА (Val/V)Валин ГУГ (Val/V)Валин, Старт2                        | ГЦУ (Ala/A)Аланин ГЦЦ (Ala/A)Аланин ГЦА (Ala/A)Аланин ГЦГ (Ala/A)Аланин     | ГАУ (Asp/D)Аспаргинова киселина ГАЦ (Asp/D)Аспаргинова киселина ГАА (Glu/E)Глутаминова киселина ГАГ (Glu/E)Глутаминова киселина | ГГУ (Gly/Г)Глицин ГГЦ (Gly/Г)Глицин ГГА (Gly/Г)Глицин ГГГ (Gly/Г)Глицин     |

1Кодонът АУГ кодира метионина и служи за място на иницииране – първият АУГ в даден регион на РНК е мястото, където транслацията на белтъка започва.

2Това е старт кодон само за прокариотите.

## Таблица 2: Аминокиселини и съответните кодони
| Ala   | A | GCU, GCC, GCA, GCG           | Leu  | L | UUA, UUG, CUU, CUC, CUA, CUG |
| Arg   | R | CGU, CGC, CGA, CGG, AGA, AGG | Lys  | K | AAA, AAG                     |
| Asn   | N | AAU, AAC                     | Met  | M | AUG                          |
| Asp   | D | GAU, GAC                     | Phe  | F | UUU, UUC                     |
| Cys   | C | UGU, UGC                     | Pro  | P | CCU, CCC, CCA, CCG           |
| Gln   | Q | CAA, CAG                     | Ser  | S | UCU, UCC, UCA, UCG, AGU, AGC |
| Glu   | E | GAA, GAG                     | Thr  | T | ACU, ACC, ACA, ACG           |
| Gly   | G | GGU, GGC, GGA, GGG           | Trp  | W | UGG                          |
| His   | H | CAU, CAC                     | Tyr  | Y | UAU, UAC                     |
| Ile   | I | AUU, AUC, AUA                | Val  | V | GUU, GUC, GUA, GUG           |
| Start |   | AUG, GUG                     | Stop |   | UAG, UGA, UAA                |

Маршъл Ниренбърг и Хайнрих Матеи в Националния институт по здравеопазване на САЩ първи изясняват съответствието между кодоните и аминокиселините, кодирани в тях. Хар Гобинд Хорана разширява работата на Ниренбърг и намира кодовете за аминокиселините, които методите на Ниренбърг не са могли да намерят. За този труд Хорана и Ниренбърг печелят дял от Нобеловата награда по физиология и медицина за 1968 г.

## Технически подробности

### Старт/стоп кодони
В класическата генетика стоп кодоните имат имена: УАГ е „кехлибар“, УГА е „опал“, УАА е „охра“. Тези имена първоначално са били имена на определени гени, при които е установена за първи път мутация при тези стоп кодони.
Транслацията започва с кодон за начало на веригата (старт кодон). За разлика от стоп кодоните, един кодон сам по себе си не е достатъчен, за да се започне процесът. Съседни начални секвенции също са необходими, за да се предизвика транскрипция в иРНК и свързване от рибозомите. Най-забележителния старт кодон е АУГ, който също така кодира метионин. ЦУГ и УУГ, а в прокариотите и ГУГ и АУУ, също функционират като старт кодони, но не се срещат толкова често.
Стоп кодоните се наричат също така терминатори.

### Изроденост на генетичния код
Много кодони са „изродени“ или „редундантни“, т.е. една и съща аминокиселина може да се кодира от два или повече кодона. Изродените кодони обикновено се различават по третата си позиция – например и ГАА, и ГАГ кодират аминокиселината глутаминова киселина. Един кодон е „четворно изроден“ ако независимо кой нуклеотид се намира в третата му позиция, той кодира една и съща аминокиселина. Двойно изроден е кодон, в който само два от четирите възможни нуклеотида в трета позиция кодират една и съща аминокиселина. В двойно изродените кодони еквивалентните нуклеотиди в трета позиция винаги са и двата пуринови (А/Г) или и двата пиримидинови (Ц/Т). Изродеността на генетчиния код е причина за съществуването на тихи мутации.
Изродеността е необходима, за да има достатъчно различни кодони, кодиращи 20-те аминокиселини и стоп и старт кодон (нужни са най-малко 22 кодона). Тъй като има четири различни бази, триплетните кодони са минималния брой, необходим за образуването на 22 различни кода. Например, ако имаше две бази на кодон, биха могли да бъдат кодирани само 16 аминокиселини (42=16). Но тъй като са необходими най-малко 22 кода, то 4³ дава 64 – действителния брой възможни кодони.
Тези свойства на генетичния код го правят по-устойчив към точкови мутации. Например четворно изродените кодони допускат произволна точкова мутация в третата позиция. Двойно изродените кодони допускат една от три възможни точкови мутации в третата позиция. Тъй като транзиционните мутации (пурин към пурин или пиримидин към пиримидин) са по-вероятни от трансверсионните (пурин към пиримидин или обратно) мутации, еквивалентността на пурините или пиримидините в двойно изродените места добавя допълнителна устойчивост.
Едно практическо следствие от редундантността е, че някои грешки в генетичния код предизвикват или тиха мутация, или грешка, която не би повлияла на хидрофилното/хидрофобно свойство на аминокиселината. Например кодон хУх (където х е произволен нуклеотид) обикновено кодира хидрофобни аминокиселини. Но дори и при това положение, модифицираната молекула на хемоглобина при сърповидната анемия се получава в резултат от единична точкова мутация. Хидрофилният глутамат се заменя от хидрофобния валин, което намалява разтворимостта на ß-глобина. Това кара хемоглобина да образува линейни полимери, свързани от хидрофобното взаимодействие между валиновите групи, предизвикващо сърповидна деформация на еритроцитите. Сърповидната анемия по принцип не се предизвиква от de novo мутация. Тя се среща в маларийните райони (също както таласемията), тъй като хетерозиготните хора имат определена издръжливост на маларийния плазмодиен паразит (хетерозиготно преимущество).
По принцип тези свойства широко се интерпретират като част от доводите за произхода на стандартния генетичен код (вижте по-долу).
Тези променливи кодове за аминокиселини са възможни поради модифицираните бази в първа позиция на антикодона. Модифицираните бази включват инозина и базовата двойка У-Г.
Само две аминокиселини се задават от един-единствен кодон – метионина, кодиран от кодона АУГ, който също задава началото на транскрипцията, и триптофана, кодиран от кодона УГГ.

### Фаза или рамка за четене на една секвенция
Може да се забележи, че един кодон е изцяло определен от избраната стартова позиция. Например последователността ГГГАААЦЦЦ, ако се чете от първа позиция, съдържа кодините ГГГ, ААА и ЦЦЦ. Ако се чете от втора позиция, тя съдържа кодоните ГГА и ААЦ (като се игнорират непълните кодони). От трета позиция се четат кодоните ГАА и АЦЦ. Така всяка ДНК секвенция може да се прочете в три „рамки за четене“, всяка от които би дала напълно различна последователност от аминокиселини (в този пример, Гли-Лиз-Про, Гли-Асп и Глу-Тре съответно). Рамката, в която една белтъчна последователност се транслира в действителност, се определя от старт кодон – обикновено първият срещнат АУГ в РНК секвенцията. Мутации, които разстройват рамката за четене (т.е. вмъквания или отстранявания на една или две нуклеотидни бази) сериозно увреждат функцията на един белтък и са изключително редки в секвенциите, кодиращи белтъци in vivo, тъй като често водят до смърт преди организмът да стане жизнеспособен.

## Разновидности
Многобройни разновидности на стандартния генетичен код могат да се намерят в митохондриите – произвеждащи енергия органели. Ресничестите едноклетъчни също имат някаква вариация на генетичния код: УАГ и често УАА за глутамин (вариант, който се намира и при някои зелени водорасли) или УГА код за цистеин. Друга разновидност се среща при някои видове дрожди от рода Candida, където ЦУГ кодира серин.
В някои белтъци за стандартни стоп кодони се включват нестандартни аминикиселини, зависещи от съответните сигнални секвенции в информационната РНК: УГА може да кодира селеноцистеин, а УАГ – пиролизин (за подробности вижте статиите за тези две аминокоселини). Възможно е да има и други нестандартни интерпретации, които все още не са известни.

## Произход на генетичния код
Въпреки съществуващите разновидности, генетичните кодове, използвани от всички познати форми на живот на Земята са много близки. Тъй като има много възможни генетични кодове, за които се смята, че носят полза, подобна на използваната от живота на Земята, теорията на еволюцията предполага, че генетичният код е създаден много рано в историята на живота.
Може да се зададе въпросът: генетичният код съвсем случаен ли е – просто един набор от съответствия кодон-аминокиселина, които случайно са били създадени и са фиксирани в един ранен етап на еволюцията, въпреки че функционално всяка друга от почти безкрайното множество от трансалционни таблици би свършила точно същата работа? Дори и повърхностен поглед върху таблицата показва закономерности, които подсказват, че това не е така.
Има три теми, срещащи се в многото теории, които търсят обяснение на еволюцията на генетичния код (и оттам произходът на тези закономерности). Една от тях се илюстрира от неотдавнашните експерименти с аптамери, които показват, че някои аминокиселини имат избирателен химически афинитет към базовите тройки, които ги кодират. Това подсказва, че е възможно настоящият сложен механизъм на транскрипция, включващ тРНК и свързани ензими да е по-късна разработка и че в началото белтъчните секвенции са образувани пряко по базовите секвенции. Друга тема е, че стандартния генетичен код, който познаваме сега, се е развил от по-прост, по-ранен код чрез процес на „биосинтетично разширение“. Тук идеята е, че по-старият живот е „изобретил“ нови аминокиселини (напр. като странични продукти на обмяната на веществата) и по-късно е включил обратно някои от тях в механизма на генетичното кодиране. Въпреки че са намерени много косвени доказателства, които показват, че първоначално броят различни аминокиселини е бил значително по-малък, отколкото днес, точните и подробни хипотези за това кои точно аминокиселини са се включили в кода и в какъв точно ред са много по-спорни. Третата тема е, че естествения отбор е организирал кодонните съответствия в генетичния код така, че да сведе до минимум последиците от генетични грешки (мутации).